# Acripia scapularis
Acripia scapularis är en fjärilsart som beskrevs av Felder 1874. Acripia scapularis ingår i släktet Acripia och familjen trågspinnare. Inga underarter finns listade i Catalogue of Life.